# Eleição municipal de Bagé em 2012
A eleição municipal de 2012 em Bagé ocorreu em 7 de outubro de 2012, em simultâneo com as demais cidades do Brasil. Nessa eleição, foram eleitos um prefeito, um vice-prefeito e 17 membros para a Câmara de Vereadores.O prefeito Dudu Colombo (PT) foi reeleito para um 2º mandato

## Candidatos[2][3][4]
em ordem alfabética
| Candidato(a)                         | Vice                            | Partido | Coligação                                                                                 |
| ------------------------------------ | ------------------------------- | ------- | ----------------------------------------------------------------------------------------- |
| Adriana Vieira Lara                  | Aluizio Santos da Silva Tavares | PTB     | "Amor por Bagé" (PTB, PDT, PP, DEM, PPS, PMN, PSD, PHS)                                   |
| Luis Eduardo Dudu Colombo dos Santos | Carlos Alberto Gularte Fico     | PT      | "Bagé Melhor pra Todos" (PT, PR, PTN, PSDC, PV, PSL, PSB, PPL, PTC, PMDB, PSC, PRB, PRTB) |
| Manoel Luiz Gonsalves Machado        | Fábio Augusto Rola Laud         | PSDB    | Partido não coligado                                                                      |

## Debate na TV

#### Primeiro turno
| Data       | Organizador(es) | Manoel Machado (DEM) | Adriana Lara (PTB) | Dudu (PT) |
| ---------- | --------------- | -------------------- | ------------------ | --------- |
| 24/08/2012 | TVCOM           | Presente             | Presente           | Presente  |
| 24/08/2012 | RBS TV Bagé     | Presente             | Presente           | Presente  |

## Resultados
100,00% dos votos apurados.
| Candidato(a)           | Vice                   | 1º Turno 7 de outubro de 2012 | 1º Turno 7 de outubro de 2012 |
| Candidato(a)           | Vice                   | Votação                       | Votação                       |
| Total                  | Porcentagem            | Total                         | Porcentagem                   |
| ---------------------- | ---------------------- | ----------------------------- | ----------------------------- |
| Dudu Colombo (PT)      | Fico                   | 40.339                        | 59,23%                        |
| Adriana Lara (PTB)     | Aluizio Tavares        | 23.409                        | 34,37%                        |
| Manoel Machado (PSDB)  | Fábio Laud             | 4.361                         | 6,40%                         |
| Total de votos válidos | Total de votos válidos | 68.109                        | 94,12%                        |
| Votos em branco        | Votos em branco        | 2.251                         | 3,11%                         |
| Votos nulos            | Votos nulos            | 2.006                         | 2,77%                         |
| Total                  |                        |                               |                               |
| Abstenções             | Abstenções             | 16.427                        | 18,50%                        |
| Votos apurados         | Votos apurados         | 72.366                        | 100,00%                       |
| Total de eleitores     | Total de eleitores     | 88.793                        | 100%                          |